# Modo hipodórico

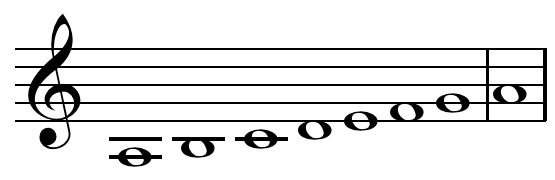
Modo hipodórico em ré (faltando apenas o si agudo)

O modo hipodórico, termo musical que significa literalmente "abaixo do dórico", deriva seu nome de um tonos ou espécie de oitava da Grécia Antiga que, em seu gênero diatônico, é construído a partir de um tetracorde composto (em direção ascendente) de um semitom seguido por dois tons inteiros. A escala ascendente da oitava consiste em um tom inteiro seguido por dois tetracordes conjuntos desse tipo. Isso equivale aproximadamente a tocar todas as teclas brancas de um piano de lá a lá: A | B C D E | (E) F G A. Embora essa escala, na teoria medieval, tenha sido usada nos modos dórico e hipodórico, a partir de meados do século XVI e na teoria musical moderna passaram a ser conhecidos como os modos eólio e hipoeólio.
O termo hipodórico passou a ser utilizado para descrever o segundo modo da música sacra ocidental. Esse modo é o correspondente plagal do primeiro modo autêntico, que também era chamado de dórico. O modo eclesiástico hipodórico foi definido de duas formas: (1) como a espécie de oitava diatônica de lá a lá, dividida na final do modo em ré e composta por um tetracorde inferior de tom–semitom–tom, terminando em ré, mais um pentacorde de tom–semitom–tom–tom continuando a partir do ré, e (2) como um modo cuja final era ré e cujo âmbito era de sol a si♭ (isto é, com si♮ abaixo da final e si♭ acima dela). Além disso, a nota fá, correspondente à nota de recitação ou tenor do segundo tom de salmo, era considerada um centro secundário importante.